# Juan Catriel

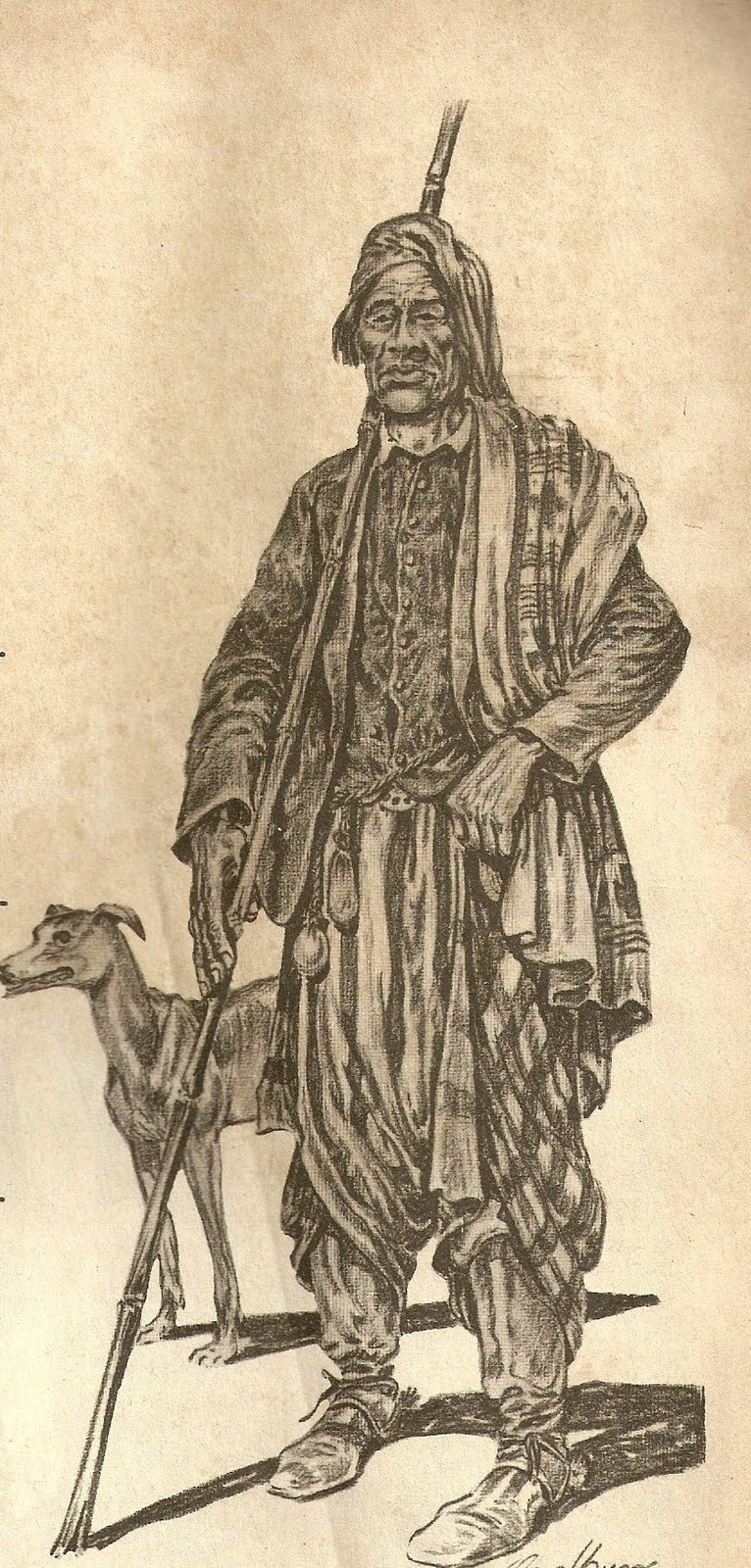
Juan Catriel

Juan Catriel, llamado "el Viejo" (c.1770-1848),  de la dinastía de los Catriel. Vivió en el siglo XIX, en territorio que actualmente es parte de la campaña bonaerense, o sea lo que hoy es el centro y centro-sur del interior la actual Provincia de Buenos Aires, gobernando a guerreros de la nación pampa (o sea, la parcialidad septentrional de los tehuelches).
Su política estuvo caracterizada por su bagaje entre tiempos de afinidad al pueblo mapuche encabezado por Calfucurá y otros tiempos de afinidad hacia los colonizadores cristianos que colonizaron la costa del Río de la Plata hasta algo más al norte del río Salado del sur. Un tiempo colaboró con las autoridades argentinas para evitar el pillaje de los nativos que no estaban de acuerdo con sus tratos con los "cristianos", entre ellos los mapuches y pueblos afines que seguían a Calfucurá, y hacia el fin de sus días se alió con el mencionado lonco Calfucura, alianza seguida por su hijo y sucesor Juan "el joven" Catriel. Muestra de esta alianza tehuelche-mapuche son la Batalla de San Jacinto y la Batalla de Sierra Chica, en las cuales la alianza tehuelche/pampa-mapuche venció a los cristianos bajados desde la ciudad de Buenos Aires.
El cacique Catriel en 1827 prestó asistencia al coronel Federico Rauch, secundado por el cacique Negro y sus guerreros.
Fue colaborador y auxiliar en la Campaña de Rosas al Desierto en 1833 y junto con él colaboraron los caciques Llancaman, Railef, Venancio Coñoepán, Llanquelén, Cachul y otros más. 
A su muerte, en 1848, lo sucedió en el mando de su tribu su hijo Juan "el Joven" Catriel.
Los indios conocidos posteriormente como catrieleros, viven actualmente (2015) en pequeñas propiedades cerca de la localidad de Azul, en lo que actualmente es el interior de la Provincia de Buenos Aires.